# Kaufhaus Oberpollinger
Kaufhaus Oberpollinger er et stormagasin i München, Tyskland. Med et samlet salgsareal på 53.000 m² er det landets næststørste, kun overgået af KaDeWe i Berlin.
Oberpollinger åbnede i 1905 og har siden 1927 været ejet af Karstadt. I løbet af de senere år er stormagasinet renoveret, ligesom vareudbuddet er blevet mere eksklusivt, således at det i dag tæller mærker som Gucci, Christian Dior, Burberry og Louis Vuitton.